# Волжская улица (Астрахань)

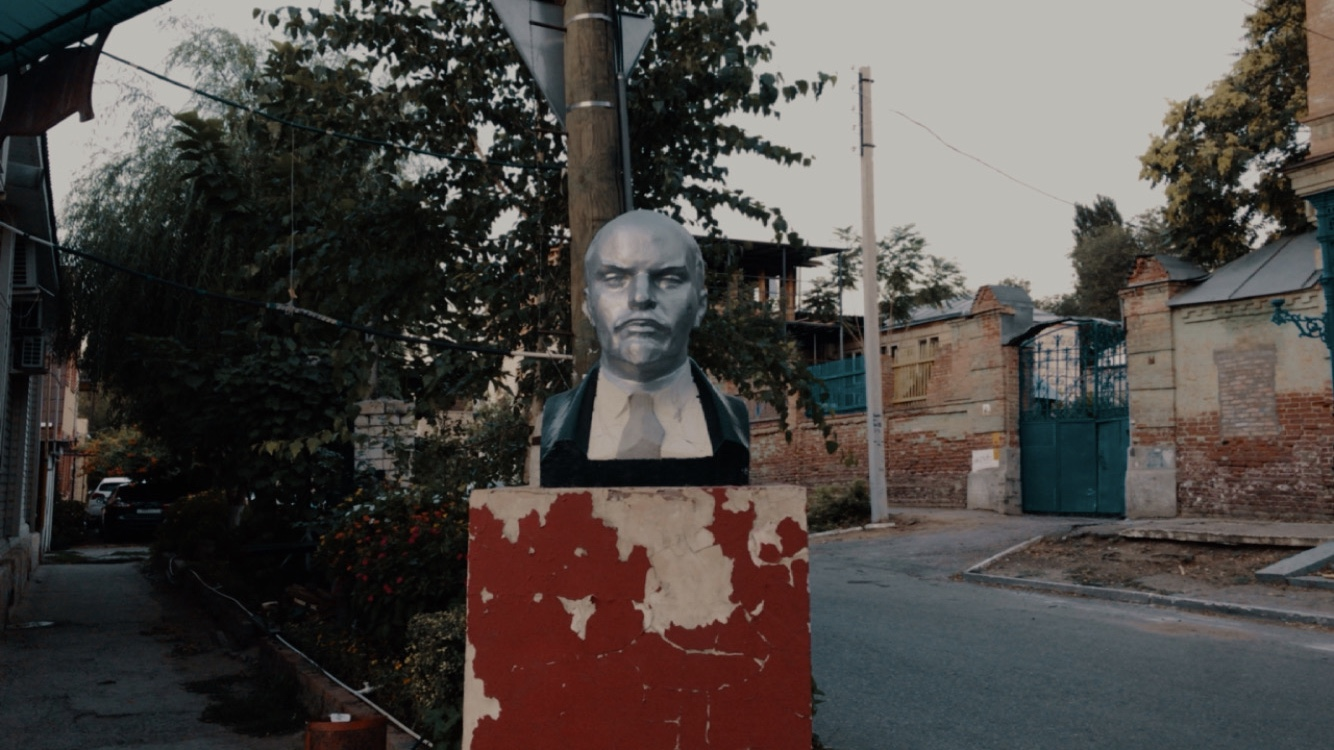
Бюст Ленина у столовой «СССР» на углу Волжской и Казанской

Во́лжская у́лица — улица в Кировском и Советском районах Астрахани. 
Начинается у канала имени Варвация от набережной 1 Мая и идёт с северо-востока на юго-запад, пересекая улицы Челюскинцев и Казанскую, переулок Котовского и улицу Зои Космодемьянской. Затем меняет направление и далее идёт на юго-восток, пересекая Донбасскую, Тамбовскую и Бакинскую улицы, улицы Трофимова, Плещеева, Ахшарумова и Богдана Хмельницкого и заканчивается у улицы Николая Островского.

## История
До 1837 года улица называлась Кремлёвской, затем была переименована во Всеволожскую, а в 1920 году получила своё современное название.

## Застройка
- дом 7/2 —  памятник архитектуры Дом Епифанова (Второе городское приходское училище церкви во имя Святого Иоанна Златоуста)